# Biologie celulară
Biologia celulară, sau citologia, este o disciplină care studiază celulele: structura lor, organitele pe care le conțin, fiziologia lor, interacțiile lor cu mediul înconjurător, ciclul lor de viață, diviziunea și moartea lor. Studiul este făcut atât la nivel microscopic cât și la nivel molecular. Cercetările de biologie celulară cuprind întreaga gamă a organismelor, de la organisme unicelulare ca bacteriile și protozoarele până la multitudinea de celule specializate din organismul uman.